# Dolichopus leucacra
Dolichopus leucacra är en tvåvingeart som beskrevs av James 1939. Dolichopus leucacra ingår i släktet Dolichopus och familjen styltflugor.
Artens utbredningsområde är Colorado. Inga underarter finns listade i Catalogue of Life.